# Departament de Zelaya

En blau fosc, el departament de Zelaya (1957-1986) –
En groc, la frontera que separa actualment la RAAN de la RAAS

Zelaya fou un antic departament de Nicaragua, a la costa del Carib, amb capital a la ciutat de Bluefields. El 1986 fou dividit en dues regions autònomes:
- Regió Autònoma de l'Atlàntic Nord (RAAN)
- Regió Autònoma de l'Atlàntic Sud (RAAS)